# Cappella Orsini

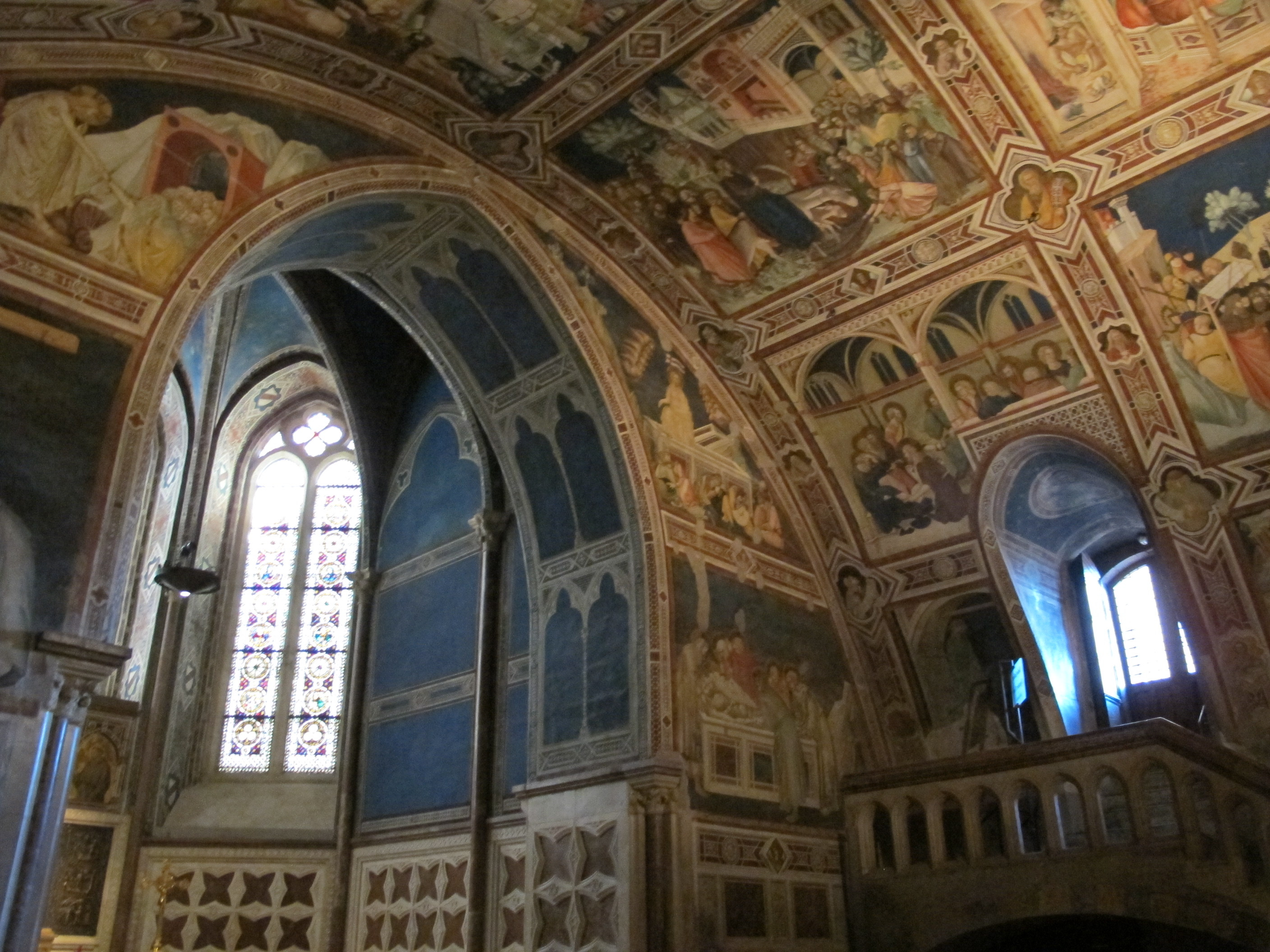
La cappella Orsini vista dal transetto

La cappella Orsini o di San Giovanni Battista è una cappella situata in fondo al transetto sinistro della basilica inferiore di San Francesco d'Assisi. 

## Storia e descrizione
Fu costruita alla fine del XIII secolo per ospitare la sepoltura di Giangaetano Orsini: un giovane diacono di nobile famiglia, morto nel 1294, fratello del cardinale Napoleone Orsini (nonché il committente della cappella) e nipote del papa Nicolò III. Questa si trova a pochi metri dalla tomba di san Francesco: una posizione assolutamente privilegiata. 
Sopra l'altare si trova l'affresco con la Madonna col Bambino tra i santi Giovanni Battista e Francesco di Pietro Lorenzetti. Sotto, al di sopra dell'altare, si trova un'opera di rame a sbalzo raffigurante le Storie della Vergine e della reliquia del velo di Maria ed eseguita dall'officina Pezzi di Assisi su disegno di Bonaventura Marinangeli (1926).
La vetrata della cappella, dai caratteri cimabueschi e romani, è forse la più antica della chiesa, databile al Duecento e raffigurante (dal basso, su più registri) gli stemmi Orsini, San Giovanni Battista, il Redentore benedicente, Zaccaria e l'angelo, busti di angeli e due mostri.
Le altre vetrate delle bifore laterali sono invece moderne, opera della ditta Tolleri di Firenze, su modelli di quelle duecentesche conservate nei depositi.